# Playtime (National Health)
Playtime is het zesde album van de Britse progressieve-rockband National Health.
Playtime verscheen in 2001 en bevat de opnamen van twee concerten die de groep in 1979 gaf. De eerste vier nummers werden opgenomen op een concert op 27 april in Bresse-sur-Grosne in Frankrijk, de overige nummers zijn van een concert op 1 december in de Verenigde Staten, in The Main Point, in Bryn Mawr. De concerten dateren uit de periode na Of Queues and Cures.

## Samenstelling
- Phil Miller: gitaar
- Alan Gowen: synthesizer, (elektrische) piano
- John Greaves: zang, basgitaar
- Pip Pyle: drums

Met:
- Alain Eckert: gitaar, op de eerste drie nummers

## Muziek
| Nr. | Titel                                      | Duur  |
| --- | ------------------------------------------ | ----- |
| 1.  | Toad of Toad Hall (Alan Gowen)             | 15:57 |
| 2.  | Nowadays a Silhouette (Phil Miller)        | 6:32  |
| 3.  | Dreams Wide Awake (Phil Miller)            | 8:18  |
| 4.  | Seven Sisters (Pip Pyle)                   | 10:26 |
| 5.  | Rhubarb Jam (National Health)              | 1:17  |
| 6.  | The Rose Sob (John Greaves, Peter Blegvad) | 1:46  |
| 7.  | Play Time (Alan Gowen)                     | 9:38  |
| 8.  | Squarer for Maud (Part 1) (John Greaves)   | 5:11  |
| 9.  | Squarer for Maud (Part 2) (John Greaves)   | 7:51  |
| 10. | Silence (John Greaves, Peter Blegvad)      | 5:47  |

Silence staat alleen op de Japanse editie van de cd.